# Glyptopetalum
Glyptopetalum är ett släkte av benvedsväxter. Glyptopetalum ingår i familjen Celastraceae.

## Dottertaxa tillGlyptopetalum, i alfabetisk ordning[1]
- Glyptopetalum acuminatissimum
- Glyptopetalum angulatum
- Glyptopetalum annamense
- Glyptopetalum aquifolium
- Glyptopetalum calocarpum
- Glyptopetalum calyptratum
- Glyptopetalum chaudocense
- Glyptopetalum euonymoides
- Glyptopetalum euphlebium
- Glyptopetalum feddei
- Glyptopetalum fengii
- Glyptopetalum geloniifolium
- Glyptopetalum gracilipes
- Glyptopetalum grandiflorum
- Glyptopetalum griffithii
- Glyptopetalum harmandianum
- Glyptopetalum ilicifolium
- Glyptopetalum integrifolium
- Glyptopetalum lawsonii
- Glyptopetalum loheri
- Glyptopetalum longepedunculatum
- Glyptopetalum longipedicelatum
- Glyptopetalum marivelense
- Glyptopetalum palawanense
- Glyptopetalum pallidifolium
- Glyptopetalum poilanei
- Glyptopetalum quadrangulare
- Glyptopetalum rhytidophyllum
- Glyptopetalum scherocarpum
- Glyptopetalum sclerocarpum
- Glyptopetalum stixifolium
- Glyptopetalum subcordatum
- Glyptopetalum thorelii
- Glyptopetalum tonkinense
- Glyptopetalum zeylanicum